# Ammoconia senex
Ammoconia senex là một loài bướm đêm trong họ Noctuidae.